# Liborius von Frank
Liborius rytíř von Frank (5. října 1848 ve Splitu – 26. února 1935 ve Štýrském Hradci) byl rakousko-uherský generál pěchoty v první světové válce. Velel rakousko-uherské páté armádě v bitvě u Ceru, v níž bylo Rakousko-Uhersko Srby poraženo.

## Život
Pocházel z rodiny námořního důstojníka, nejprve nastoupil na kadetní školu v Rijece, poté vystudoval Tereziánskou vojenskou akademii ve Vídeňském Novém Městě a jako její absolvent vstoupil do armády v hodnosti poručíka (1869). Vystřídal službu u jednotek pěchoty na různých místech Rakouska-Uherska, jako nižší důstojník působil také u generálního štábu. Postupoval v hodnostech (nadporučík 1876, kapitán 1879, major 1887) a doplnil si vzdělání na Válečné škole (K.u.k Krieschule) ve Vídni a sám v letech 1883–1887 působil jako pedagog na Tereziánské vojenské akademii. V roce 1890 byl povýšen na podplukovníka, byl velitelem praporu u 33. pěšího pluku v Aradu a souběžně byl znovu přidělen ke generálnímu štábu ve Vídni. V hodnosti plukovníka (1892) byl jmenován zástupcem sekčního šéfa na ministerstvu války. Později byl velitelem 71. pluku pěchoty v Trenčíně, v roce 1898 dosáhl hodnosti generálmajora a stal se velitelem 56. pěší brigády v Lublani. V roce 1903 byl povýšen na polní podmaršálka a stal se velitelem 1. pěší divize v Sarajevu. V armádě nakonec dosáhl hodnosti generála pěchoty (1908) a v letech 1908–1910 byl velitelem 7. armádního sboru v Temešváru. V roce 1908 byl zároveň jmenován c. k. tajným radou a od roku 1910 byl jedním z generálních inspektorů armády, stal se také čestným majitelem pěšího pluku č. 61.

### První světová válka
V srpnu 1914 byl jmenován velitelem 5. rakousko-uherské armády, jež měla zaútočit na Srbsko (podléhal polnímu podmaršálkovi Potiorkovi). Byl přidělen na pozice na dolním toku řeky Driny. Jeho armáda překročila Drinu 11. srpna 1914 a napadla první srbskou armádu. Velel vojenským operacím na Drině a Mačvě 16. srpnu. Nicméně, pod tlakem srbské armády byli Frankovi vojáci 23. srpna nucení ustoupit přes Drinu (bitva u Ceru).
V listopadu 1914 Frankova armáda napadla Srbsko a 1. prosince vstoupila do Bělehradu. V bojích proti srbské armádě von Frank utrpěl těžkou porážku (i přes významnou převahu v počtu mužů a dělostřelectva) a 15. prosince se stáhl z Bělehradu. 27. prosince 1914 byl von Frank odvolán a na jeho místo byl jmenován generál Karl Tersztyánszky von Nádas. Formálně byl penzionován k datu 1. ledna 1915.
Během své služby obdržel několik vyznamenání, byl nositelem velkokříže Řádu Františka Josefa, Řádu železné koruny I. třídy a rytířem Leopoldova řádu, dále byl nositelem Vojenského záslužného kříže a Vojenské záslužné medaile. Od zahraničních panovníků získal pruský Řád červené orlice II. třídy a portugalský Řád Kristův.